# Vikholmen (Vik)
Ne doit pas être confondu avec Vikholmen (Fjell).
Vikholmen est un village et un îlot du même nom relié par un pont à l'ile d'Hugla dans le comté de Nordland, en Norvège.

## Géographie
Administrativement, Vikholmen fait partie de la kommune de Nesna.